# Roadracing-VM 1956
| Klass   | Mästare individuellt    | Mästare konstruktörer |
| ------- | ----------------------- | --------------------- |
| 500GP   | John Surtees            | MV Agusta             |
| 350GP   | Bill Lomas              | Moto Guzzi            |
| 250GP   | Carlo Ubbiali           | MV Agusta             |
| 125GP   | Carlo Ubbiali           | MV Agusta             |
| Sidvagn | Wilhelm Noll/Fritz Cron | BMW                   |

Världsmästerskapen i Roadracing 1956 arrangerades  av F.I.M. Säsongen bestod av sex Grand Prix i fem klasser: 500cc, 350cc, 250cc, 125cc och Sidvagnar 500cc. Den inleddes 8 juni med Isle of Man TT och avslutades med Nationernas Grand Prix i Italien den 9 september.

## Säsongen i sammanfattning
Ett bra år för MV Agusta. Deras fabriksförare John Surtees vann sin första titel i 500-klassen och Carlo Ubbiali blev överlägsen världsmästare i både 250GP och 125GP. I 350-kubiksklassen vann dock Bill Lomas på Moto Guzzi.

## 1956 års Grand Prix-kalender
| Omgång | Datum       | Grand Prix               | Bana                     | Segrare 125cc | Segrare 250cc | Segrare 350cc   | Segrare 500cc | Segrare Sidvagn       |
| ------ | ----------- | ------------------------ | ------------------------ | ------------- | ------------- | --------------- | ------------- | --------------------- |
| 1      | 8 juni      | Isle of Man TT           | Snaefell mountain course | Carlo Ubbiali | Carlo Ubbiali | Ken Kavanagh    | John Surtees  | Hillebrand / Grunwald |
| 2      | 30 juni     | TT Assen                 | TT Circuit Assen         | Carlo Ubbiali | Carlo Ubbiali | Bill Lomas      | John Surtees  | Hillebrand / Grunwald |
| 3      | 8 juli      | Belgien                  | Spa-Francorchamps        | Carlo Ubbiali | Carlo Ubbiali | John Surtees    | John Surtees  | Noll / Cron           |
| 4      | 22 juli     | Västtyskland             | Solitude                 | Romolo Ferri  | Carlo Ubbiali | Bill Lomas      | Reg Armstrong | Noll / Cron           |
| 5      | 11 augusti  | Ulster                   | Dundrod Circuit          | Carlo Ubbiali | Luigi Taveri  | Bill Lomas      | John Hartle   | Noll / Cron           |
| 6      | 9 september | Italien - Nationernas GP | Monza                    | Carlo Ubbiali | Carlo Ubbiali | Libero Liberati | Geoff Duke    | Milani / Milani       |

### Poängräkning
De sex främsta i varje race fick poäng enligt tabellen nedan. De fyra bästa resultaten räknades i mästerskapen för samtliga klasser.
| Plats | 1 | 2 | 3 | 4 | 5 | 6 |
| ----- | - | - | - | - | - | - |
| Poäng | 8 | 6 | 4 | 3 | 2 | 1 |